# Самир Камуна
Сами́р Ибраги́м Каму́на (араб. سمير إبراهيم كمونة‎; 2 апреля 1972, Каир) — египетский футболист, защитник. В 1995—2000 годах выступал за сборную Египта, за которую провёл 41 матч и забил 6 мячей.

## Карьера

### Клубная
Самир Камуна начал свою профессиональную карьеру в клубе «Аль-Мокавлун аль-Араб» из родного города Каир в 1992 году. С этим клубом в сезоне 1994/95 защитнику удалось стать обладателем Кубка Египта. В 1996 году Камуна перешёл в другой египетский клуб, которым стал каирский «Аль-Ахли». С «Аль-Ахли» Самиру удалось добиться наивысших успехов в клубной карьере, став дважды Чемпионом Египта в сезонах 1996/97 и 1997/98, дважды обладателем Суперкубка Египта в 1997-м и 1998-м годах и обладателем Кубка Египта в сезоне 2002/03.
«Камуна» выступал в немецкой Бундеслиге, играя за клуб «Кайзерслаутерн» с 1998 по 1999 год. Всего за «Кайзерслаутерн» Самир провёл 19 матчей, в которых забил 1 гол. Также защитник играл и в чемпионате Турции, выступая за клуб «Бурсаспор» из города Бурса, за который принял участие в 23 матчах, в которых забил 1 гол.
Завершил профессиональную карьеру игрока Самир «Камуна» в 2008 году, а его последним клубом стал египетский «Петроджет» из города Суэца.

### В сборной
Самир Камуна дебютировал в сборной Египта 4 июня 1995 года в матче против сборной Эфиопии. Первым официальным турниром для Самира стал Кубок африканских наций 1996, на котором ему удалось в четвертьфинальном матче против сборной Замбии, который прошёл 27 января 1996 года, вывести свою команду вперёд на 43-й минуте, но сборной Египта это не помогло и этот матч она проиграла со счётом 1:3, вылетев тем самым из турнира.
В 1998 году, вместе со сборной, Самир Камуна выиграл Кубок африканских наций, обыграв в финале действующего чемпиона сборную ЮАР со счётом 2:0.
Камуна, вместе со сборной, участвовал в Кубке конфедераций 1999, на котором принял участие в двух матчах своей команды. 27 июля 1999 года Самир принял участие в матче с Мексикой (2:2, отыграл весь матч), а 29 июля с Саудовской Аравией (1:5, отыграл весь матч). В каждом из этих двух матчей, Камуна забил по голу.
Самир «Камуна» закончил выступления за сборную в 2000 году.

#### Статистика
Статистика матчей и голов за сборную по годам:
| Команда | Год   | Матчи | Голы |
| ------- | ----- | ----- | ---- |
| Египет  | 1995  | 7     | 0    |
| Египет  | 1996  | 4     | 1    |
| Египет  | 1997  | 8     | 2    |
| Египет  | 1998  | 9     | 0    |
| Египет  | 1999  | 8     | 2    |
| Египет  | 2000  | 5     | 1    |
| Итого   | Итого | 41    | 6    |

Итого: 41 матч, 6 голов
(откорректировано по состоянию на 2000 год)

## Достижения
«Аль-Мокавлун аль-Араб»
- Обладатель Кубка Египта: 1994/95

«Аль-Ахли» (Каир)
- Чемпион Египта (2): 1996/97, 1997/98
- Обладатель Суперкубка Египта (2): 1997, 1998
- Обладатель Кубка Египта: 2002/03

Сборная Египта
- Обладатель Кубка африканских наций: 1998
- Обладатель Молодёжного кубка африканских наций: 1991